# Xiaowu Xia
Xiaowu Xia (chinesisch 小鹀狭 ‚Zwergammerschlucht‘) ist eine 1 km lange und 200 m breite Meerenge an der Ingrid-Christensen-Küste des ostantarktischen Prinzessin-Elisabeth-Lands. Sie trennt Fisher Island von der Stinear-Halbinsel.
Chinesische Wissenschaftler benannten sie 1992 im Zuge von Vermessungen und Kartierungen.